# 글레오파
글레오파(공동번역), 클레오파스(가톨릭), 글로바(개신교)(고대 그리스어: Κλεόπας, Kleopas, Cleopas)는 초기 기독교의 인물로, 눅 24:13-32의 이야기인 엠마오로 가는 길에서 예수 그리스도를 마주친 두 명의 제자 중 한 명이다.

## 어원
일부 학자들은 요 19:25의 글로바("글로바의 마리아", Κλωπᾶς; Clopas)가 아람어 이름 클로파 (קלופא; Qlopha)가 헬라어화 된 꼴이며, 글레오파(Κλεόπας; Cleopas)는 그리스어로 "아버지의 영광"이라는 의미의 "클레오파트로스(Cleopatros)"가 변형된 것으로 주장한다 (같은 어원을 가지는 것으로 클레오파트라가 있다.)

## 루가의 복음서의 기록
글레오파는 누가복음 24:13-27에서 예루살렘에서 엠마오로 걸어가고 있던 두 제자들 중 한명으로, 그 이름이 18절에 등장하나 나머지 한 명의 이름은 등장하지 않는다.
엠마오로 가는 길의 사건은 십자가 사건 사흘 뒤, 즉 예수가 부활한 당일에 일어난 일이다. 이 두 제자는 이날 일찍 예수의 무덤이 비어있다는 말을 여자들로부터 들으나 그 말을 믿지 않는다. 그후 이 둘이 지난 며칠간 있었던 일에 대해 대화하며 엠마오로 걸어갈 때, 한 사람이 그들에게 무슨 이야기들을 하고 있느냐고 묻는다. "그러나 그들은 눈이 가려져서 그분이 누구신지 알아보지 못하였다(눅 24:16)". 이 사람은 그들의 믿음없음을 꾸짖고, 선지자들의 글로 시작해 모든 성경에서 메시아에 대한 기록을 그들에게 설명해준다. 두 제자는 그에게 저녁식사를 같이 하자 하고, 그들이 빵을 뗄 때 "눈이 열려" 그 남자가 부활한 예수였음을 알아보게 된다. 그 즉시 예수는 사라진다.
글레오파와 그의 친구는 곧바로 일어나 예루살렘으로 돌아가 이 소식을 다른 제자들에게 전하고, 예수께서 나머지 제자들에게도 나타났다는 이야기를 듣는다. 같은 사건이 마가복음 16장 12-13절에도 기록되어 있다.

## 위경의 기록
7세기경에 쓰여진 것으로 추정되는 가짜 마태오 복음서는 글로바의 마리아가 글로바와 안나의 딸이라고 기록하는데, 내용은 다음과 같다.
예수가 그의 어머니 마리아와 이모인 글로바의 마리아와 함께 그들을 만났는데, 글로바의 마리아는 그녀의 아버지 글로바와 어머니 안나가 예수의 어머니 마리아를 주님께 드렸기 때문에 하나님께서 준 딸이었다. 그리고 그녀는 그 누이와 같이 마리아라고 불렸는데, 이는 그녀의 부모를 위로하기 위한 것이었다.

"글로바의"라는 부분의 가장 흔한 해석은 글로바가 마리아의 남편이자 자식들의 아버지라는걸 의미한다는 해석이다. 그러나 일부는 글로바가 마리아의 아버지였다고 간주한다. 중세의 전승 역시 글로바를 안나의 두 번째 남편으로 보고, "글로바의 마리아"의 아버지라고 전한다.
로마 가톨릭교회와 동방 정교회의 전승은 글로바가 나자렛의 요셉의 형제이며, 글레오파와 동일인물이라고 전한다.

## 전승
글레오파는 신약성경에 더 등장하지 않지만, 전승은 요한복음에 등장하는 인물인 글로바와 동일인물이라고 설명한다. 역사가인 에우세비우스는 선배 역사가인 헤게시푸스의 글을 인용하는데, 헤게시푸스는 유다 타대오의 손자들과 면담하여 글로바가 마리아의 남편인 요셉의 형제라는 말을 들은 뒤 서기 180년에 이렇게 기록했다. "야고보의 순교 이후에, 글로바의 아들인 시므온이 예루살렘을 담당할 가치가 있다고 만장일치로 결정되었다. 그는, 말하기로는, 구원자의 사촌이었다." 헤게시푸스는 글로바가 요셉의 형제였다고 말하고 있다 (유세비우스의 교회사, III, 11). 에피파니오는 요셉과 글레오파가 형제였고, 판터 성을 가진 야곱의 아들이었다고 첨언한다.
속 사도인 히에라폴리스의 파피아스가 쓴 《주님의 말씀 강해 Exposition of the Sayings of the Lord》의 현존하는 조각들은 "글레오파 또는 알패오의 부인인 마리아는 사도이자 감독인 야고보, 시몬, 타대오, 그리고 한 명의 요셉의 어머니였다"라며 글레오파와 알패오가 같은 인물이라고 말하고 있다. 그러나 성공회 신학자 J.B. 라이트풋(Lightfoot)은 위의 구절이 적힌 조각이 위조된 것이라고 주장한다.
동방 정교회는 10월 30일에 로마 순교록은 9월 25일에, 콥트 정교회는 11월 10일에 글레오파를 기념하고 있다.